# مدیترینالیا
مدیترینالیا در آیین روم باستان جشنواره ای فراموش شده‌است که در ۱۱ اکتبر هر سال برگزار می‌شد و ویژه مراسم چیدن انگورها برای شراب آن سال بود. این شراب برای خدایان افشانش می‌شد. رومی‌ها شراب تازه را با شراب کهنه مخلوط می‌کردند و به جای دارو می‌نوشیدند.
سنت مدیترینالیا همچنان باقی مانده اما اطلاعات زیادی از خود آن در دسترس نیست. احتمالاً این سنت با ژوپیتر و دورانی که کشاورزی در روم رواج بیشتری داشته در ارتباط بوده‌است. بیش از آنچه دربارهٔ این سنت در ارتباط است همه حدس و گمان است.
مدیترینا یک ایزدبانوی رومی است که احتمالاً از آخرین خدایان ساختگی رومی‌ها برای بیان ریشهٔ مدیترینالیا است. قدیمی‌ترین اطلاعاتی که از ارتباط میان این ایزدبانو و مراسم مدیترینالیا حکایت می‌کند به دورهٔ دستورزبان‌نویس رومی سکستوس پومپیوس فستوس در سدهٔ دوم بازمی‌گردد. او گفته‌است که این ایزدبانو، ایزدبانوی سلامتی، طول عمر و شراب است. برخی گفته‌اند که معنی نام آن، «شفابخش» است.